# Сэнсом, Кристофер Джон
Кристофер Джон (К. Дж.) Сэнсом (англ. Christopher John (C. J.) Sansom; 9 декабря 1952[…], Эдинбург, Шотландия, Великобритания — 27 апреля 2024, Брайтон, Юго-Восточная Англия) — британский писатель, автор детективных романов о Мэтью Шардлейке, юристе-детективе времён английского короля Генриха VIII.

## Биография и творчество
К. Дж. Сэнсом родился в 1952 году в Эдинбурге, Шотландия. Учился в Бирмингемском университете по специальности «история», затем получил дополнительно юридическое образование и работал юристом, через некоторое время оставил работу и посвятил себя созданию исторических детективов и других произведений.
Сэнсом получил известность благодаря историческим детективам из эпохи Генриха VIII (XVI век). Герой романов горбатый юрист Мэтью Шардлейк выполняет поручения Томаса Кромвеля («Горбун лорда Кромвеля», «Темный огонь»), а затем архиепископа Томаса Кранмера («Суверен», «Седьмая чаша»), королевы Екатерины Парр («Каменное сердце») и будущей королевы Елизаветы («Мертвая земля»). В расследованиях ему помогают Марк Поэр, Джек Барак и Николас Овертон.
Как отмечал писатель в своём интервью газете «The Guardian» (Великобритания), в последующих романах о Мэтью Шардлейке он планирует довести время действия до царствования Елизаветы I.
К. Дж. Сэнсом также написал роман-триллер «Зима в Мадриде», где действие происходит в Испании в 1940 году после окончания гражданской войны, и роман «Доминион» в жанре альтернативной истории, посвящённый событиям в Великобритании через несколько лет после победы гитлеровской Германии и её союзников.

## Смерть
В 2012 году у него была диагностирована множественная миелома (рак клеток костного мозга). Он умер от рака в хосписе недалеко от своего дома в Брайтоне 27 апреля 2024 года в возрасте 71 года.

## Список произведений

### Серия романов о Мэтью Шардлейке
- «Горбун лорда Кромвеля» (Dissolution, 2003)
- «Темный огонь» (Dark fire, 2004)
- «Суверен» (Sovereign, 2006)
- «Седьмая чаша» (Revelation, 2008)
- «Каменное сердце» (Heartstone, 2010)
- «Стенание» (Lamentation, 2014)
- «Мертвая земля» (Tombland, 2018)

### Другие романы
- «Зима в Мадриде» (Winter in Madrid, 2006)
- «Доминион» (Dominion, 2012)

## Награды
- 2005 — премия Ellis Peters Historical Dagger за роман «Темный огонь» (вручается Ассоциацией писателей-криминалистов Великобритании)
- 2012 — премия Sidewise Award for Alternate History за роман «Доминион»
- 2022 — Бриллиантовый кинжал Картье за вклад в развитие детективной прозы (вручается Ассоциацией писателей-криминалистов Великобритании)

## Экранизации
- Сериал «Шардлейк[англ.]» (премьера 1 мая 2024 года, Disney+)